# السكان الأصليون في البيرو

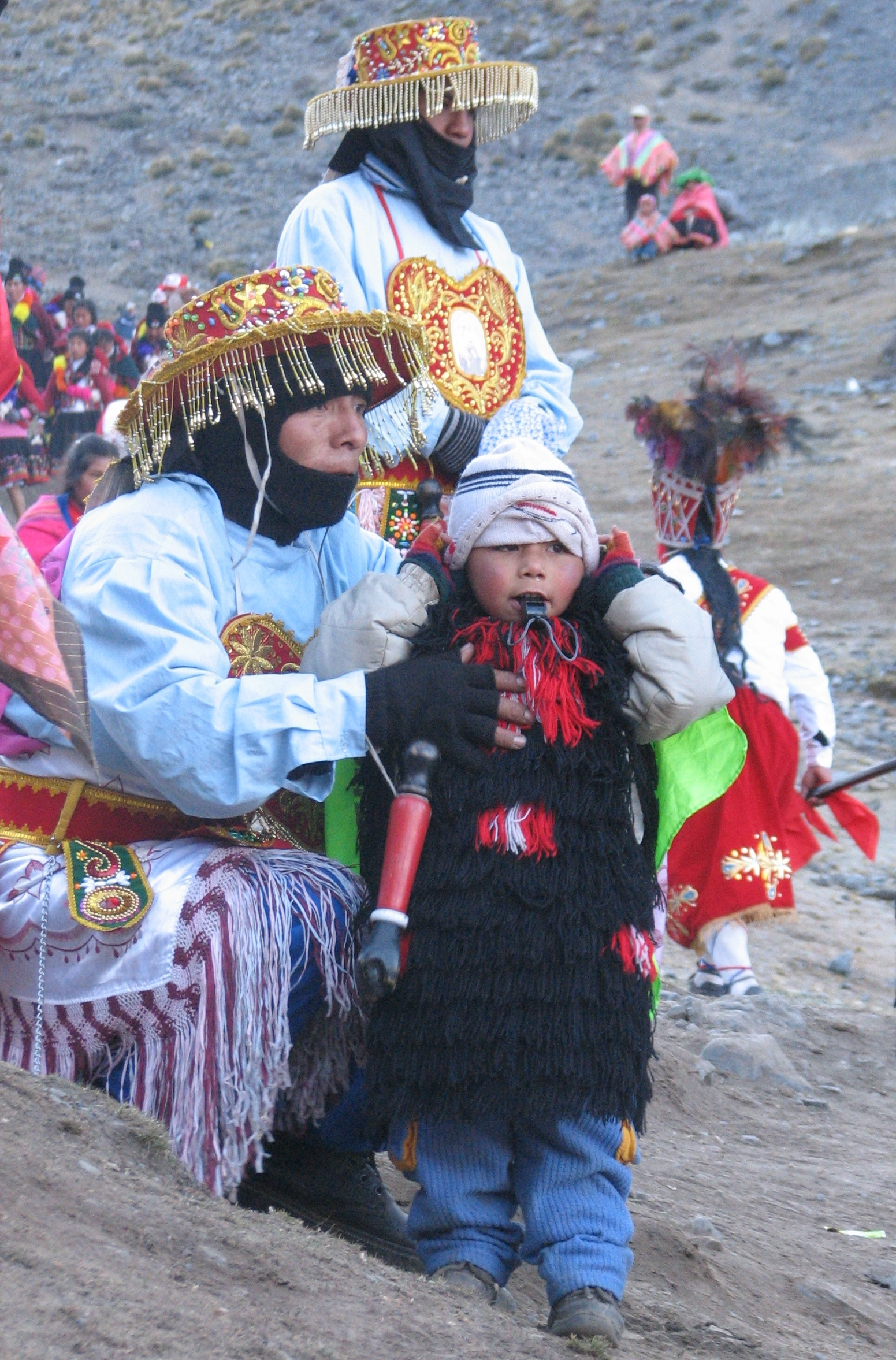
راقصون من شعب كيولوريتئي في مهرجان للسكان الأصليين ببيرو

يتألف السكان الأصليون في البيرو أو البيروفيون الأصليون من العديد من المجموعات العرقية التي تقطن في المنطقة المعروفة في يومنا هذا بالبيرو. تطورت الحضارات الأصلية في هذه المنطقة منذ آلاف السنين قبل وصول الإسبان في عام 1532.
في عام 2017، شكّل السكان الأصليون البالغ عددهم 5,972,606 نسمة قرابة 25.7% من إجمالي سكان البيرو. إبان الغزو الإسباني، تألّف سكان الغابة المطرية الأصليون في حوض الأمازون شرق جبال الأنديز في معظمهم من قبائل شبه الرّحل التي عاشت على الصيد وصيد الأسماك وجمع الثمار والزراعة التي جلبها المهاجرون. حُكمت هذه الشعوب التي سكنت جبال الأنديز وغربها من قبل إمبراطورية الإنكا، التي امتلكت حضارةً معقدةً هرمية. طوّر الإنكا العديد من المدن عن طريق بناء المعابد الكبرى والمعالم الأثرية باستخدام أساليب البناء الحجري المتقنة.
انقرضت العديد من الأمم والقبائل التي وُجدت في عام 1500 والتي يُقدّر عددها بألفين نتيجة توسّع إمبراطورية الإنكا وترسيخ أقدامها، لا سيّما بسبب العبودية والإبادة الجماعية التي تعرّض لها السكان الأصليون الذين رفضوا الخروج من أراضيهم.
مع وصول الإسبان، هَلَك العديد من السكان الأصليين بسبب الأمراض المُعدية القادمة من المنطقة الأوراسية التي انتشرت بين الأجانب، إذ لم يمتلك السكان الأصليون أيّ مناعة ضدها. أُطلقت حملة طبية كبيرة بعد الغزو الإسباني للبيرو منقذةً حياة الآلاف من السكان الأصليين وأحفاد الميستيثو، وهم جماعة عرقية نتجت عن تزاوج السكان الأصليين والإسبان («عرق مختلط»)، وتشكّل في الوقت الحاضر الجزء الأكبر من سكان بيرو.
غيّرت مجموعات السكان الأصليين في البيرو، مثل أورارينا، وحتى تلك المجموعات التي عاشت منعزلةً في المناطق النائية من غابات الأمازون المطرية -مثل الماتسيس والماتيس والكوروبو- أساليب حياتهم إلى حدّ ما نتيجة تأثرهم بالثقافة الأوروبية البيروفية. تبنّى السكان الأصليون استخدام الأسلحة النارية وغيرها من المواد المُصنّعة، وتبادلوا البضائع بمنأى عن المجتمع البيروي الرئيس. على أيّ حال، عملت العديد من مجموعات السكان الأصليين على دعم الممارسات والهويات الثقافية التقليدية.

## الجذور

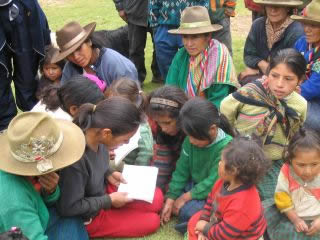
السكان الأصليون في كوتشوا دي كونتشوكوس، بيرو

تشير الدلائل الأنثروبولوجية والجينية إلى انحدار معظم السكان الأصليين للأمريكيتين من نسل المهاجرين الذين قدموا من شمال آسيا (سيبيريا) والذين دخلوا أمريكا الشمالية عبر مضيق بيرنغ في ثلاث موجات منفصلة على الأقل. أظهر تحليل الحمض النووي انتماء معظم المقيمين في بيرو عام 1500 إلى الموجة الأولى من المهاجرين الآسيويين، الذين يُفترض نظريًا عبورهم بيرنجيا في نهاية العصر الجليدي الأخير خلال العصر الحجري القديم العلوي، نحو 24000 سنة قبل الميلاد، دون إثبات هذه الفرضية بشكل قاطع. يُعتقد أن مهاجري تلك الموجة الأولى قد وصلوا إلى البيرو في الألفية العاشرة قبل الميلاد، ودخلوا غالبًا حوض الأمازون من الشمال الغربي.
تُعدّ حضارة نورتي شيكو في البيرو أقدم حضارة معروفة في الأمريكيتين وواحدة من المواقع الستة التي نشأت فيها الحضارة بشكل منفصل في العالم القديم، إذ طُوّرت فيها الزراعة وأنظمة الحكم. نشأت في هذه المواقع، التي تقع على بعد 100 ميل (160 كم) شمال ليما، علاقات تجارية بين الصيادين الساحليين ومزارعي القطن وبُنيت فيها أهرامات ضخمة قرابة القرن 30 قبل الميلاد.
في العصر قبل الكولومبي، تحدثت الشعوب التي سيطرت على المنطقة المعروفة الآن باسم البيرو بلغات مثل: الكيتشوا، والجيفاروان، والتسيماني، والكولي، والكوينغنام، والموتشيك، والتالان، والأيمارا، والبوكوينا. امتلكت هذه الشعوب هياكل اجتماعية وتنظيمية مختلفة ولغات وثقافات متنوعة.

## الخصائص الديموغرافية
وفقًا للمعهد الوطني للإحصاء والمعلوماتية، يمثّل السكان الأصليون في البيرو حوالي 25.7% من التعداد السكاني البالغ 31237385 نسمة، وتتألف 95.8% من هذه النسبة من سكان الأنديز وينتمي 3.3% منها إلى سكان منطقة الأمازون. تشير مصادر أخرى إلى تمثيل السكان الأصليين نسبة 31 % من إجمالي السكان.
توجد في منطقة الأمازون أكثر من 65 مجموعةً عرقيةً تُصنّف ضمن 16 أسرةً لغوية. يُعتقد أن البيرو تحتل المرتبة الثالثة في قائمة الدول الحاوية على قبائل منعزلة، بعد البرازيل في أمريكا الجنوبية وغينيا الجديدة في المحيط الهادي.